# Bentley Turbo RT
La Bentley Turbo RT est une voiture de luxe qui a succédé à la Turbo R en 1997. Elle sera produite pendant 2 ans, jusqu'en 1999. 252 exemplaires seront construits.

## Groupe motopropulseur
La Bentley Turbo RT est équipée du même V8 que la Turbo R, avec certaines améliorations. D'une cylindrée de 6,75 l, il se caractérise par un alésage de 104,1 mm et une course de 99,1 mm, ainsi que par un bloc tout alu. Un arbre à cames central, situé dans le creux du V à 90°, commande l'ouverture des 16 soupapes. L'alimentation en essence est confiée à un système d'injection électronique Zytec. Deux turbocompresseurs Garrett AirResearch permettent au moteur d'afficher 400 chevaux à 4000 tr/min, pour un couple de 800 N m à 2000 tr/min.
La transmission utilisée par la voiture est une GM 4L80-E, équipée d'un overdrive désactivable électroniquement.

Rapports :
- 1re : 2.48:1
- 2e : 1.48:1
- 3e : 1.00:1
- 4e : 0.75:1
- Marche arrière : 2.07:1

## Carrosserie et trains roulants
La Turbo RT se caractérise par des pare-chocs peints et des jantes alliage à 5 branches. 

La suspension est de type McPherson à l'avant, et triangulation à l'arrière.

Le poids de la voiture (environ 2 450 kg) nécessite l'utilisation de disques ventilés à l'avant et de disques à l'arrière pour ralentir la voiture. Un système anti-blocage est offert en série pour éviter d'user trop vite les pneus 255/55 WR 17

## La version Mulliner
Sur commande spéciale, le client pouvait obtenir une Turbo RT ayant une carrosserie et des voies élargies. Le moteur, grâce à une modification du turbo et de l'admission, gagnait 20 chevaux et 61 N m de couple. Cette version, connue sous le nom de Mulliner, incluait également des jantes de 18 pouces chaussées de pneus 255/55 taille basse.

## Performances
Bien que les performances de la Turbo RT ne pouvaient pas rivaliser avec celle des voitures les plus puissantes de l'époque (en raison notamment d'un freinage sur-assisté et d'une direction sans véritable consistance), elles étaient très honorables pour un véhicule de ce poids et de cette dimension (5,3 m de long). Le 0 à 100 km/h ne prenait que 6 secondes, et la vitesse de pointe était de 250 km/h.